# باربرا مايكولسكي
باربرا مايكولسكي (بالإنجليزية: Barbara Mikulski)‏ ولدت في (20 من شهر يوليو )(ولدت في بالتيمور في 20 يوليو 1936)، هي سياسيَّة أمريكية من كبار مجلس الشيوخ الأمريكي من ولاية ماريلند الأمريكيَّة وكذلك هي عضوة في الحزب الديمقراطي الأمريكي مُنذ عام 1987.

## روابط خارجية
- باربرا مايكولسكي على موقع IMDb (الإنجليزية)
- باربرا مايكولسكي على موقع الموسوعة البريطانية (الإنجليزية)
- باربرا مايكولسكي على موقع إن إن دي بي (الإنجليزية)